# Gare de Marylebone
La gare de Marylebone (en anglais : Marylebone railway station ou London Marylebone railway station), est une gare ferroviaire des lignes : Chiltern Main Line (en) et London–Aylesbury line (en). Elle  est située sur la Melcombe Place, à Marylebone dans la cité de Westminster.
Gare de correspondances avec la station Marylebone de la Bakerloo line du métro de Londres.

## Histoire
Ouverte en 1899, elle est la dernière des principales gares ferroviaires mises en service à Londres. Elle est par ailleurs la plus petite d’entre elles, sa taille étant moins importante que prévu en raison d’un conflit avec le Marylebone Cricket Club. Elle fut construite par le Great Central Railway (en), une compagnie de chemin de fer qui assurait une liaison sur la Great Central Main Line de Londres à Sheffield et Manchester dans le Nord de l'Angleterre, via Rugby, Leicester et Nottingham. Le trafic y est relativement faible, la ligne étant en concurrence directe avec d’autres préexistantes au départ d’Euston Station.
Avec la disparition des trains à vapeur des chemins de fer britanniques dans les années 1960, le trafic de la gare a encore diminué. Seules les villes d’Harrow, Gerrards Cross, High Wycombe, Beaconsfield, Aylesbury, Banbury, et parfois Birmingham sont encore desservies au départ de Marylebone.

Vues de la gare
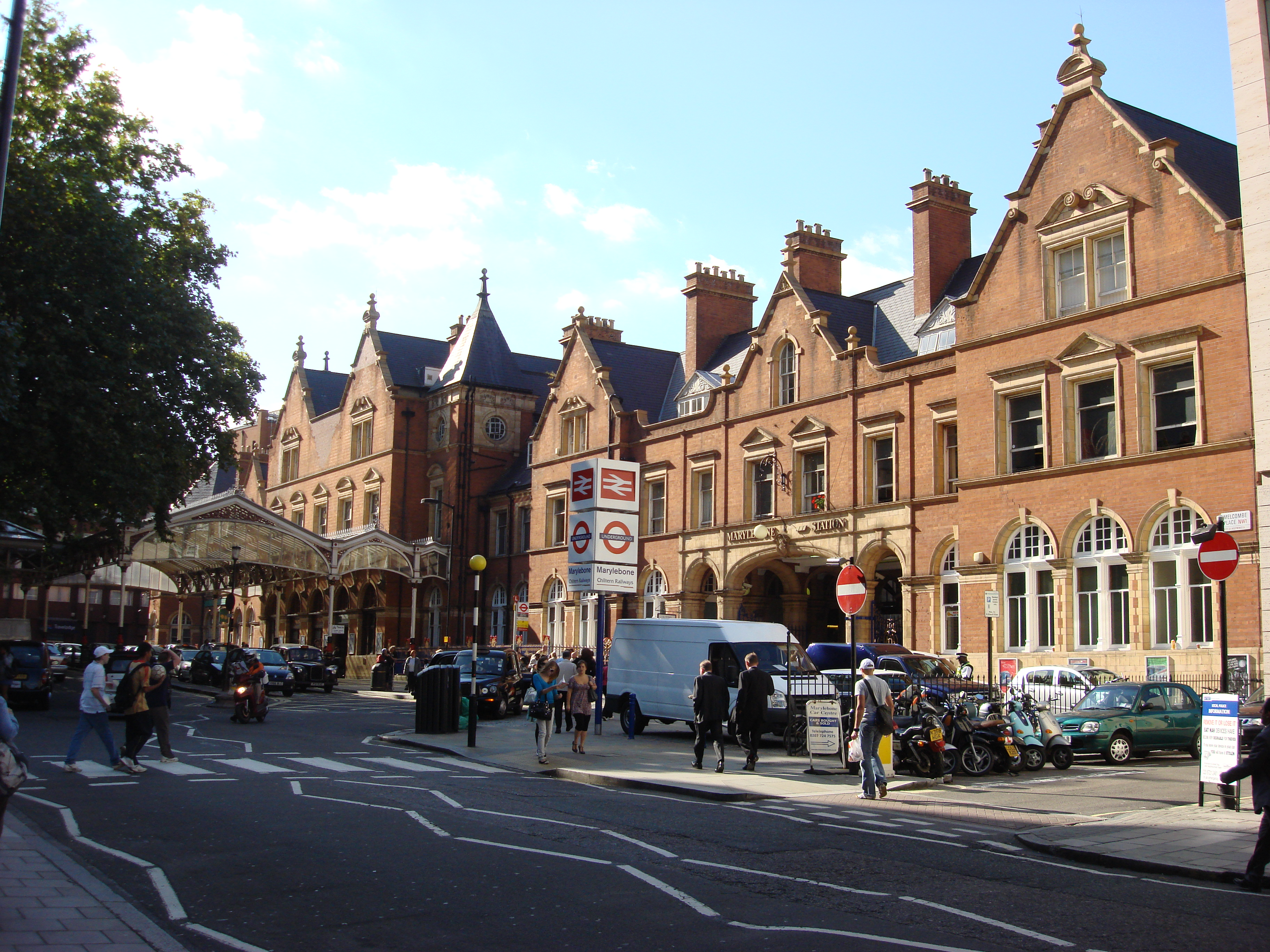
Extérieur
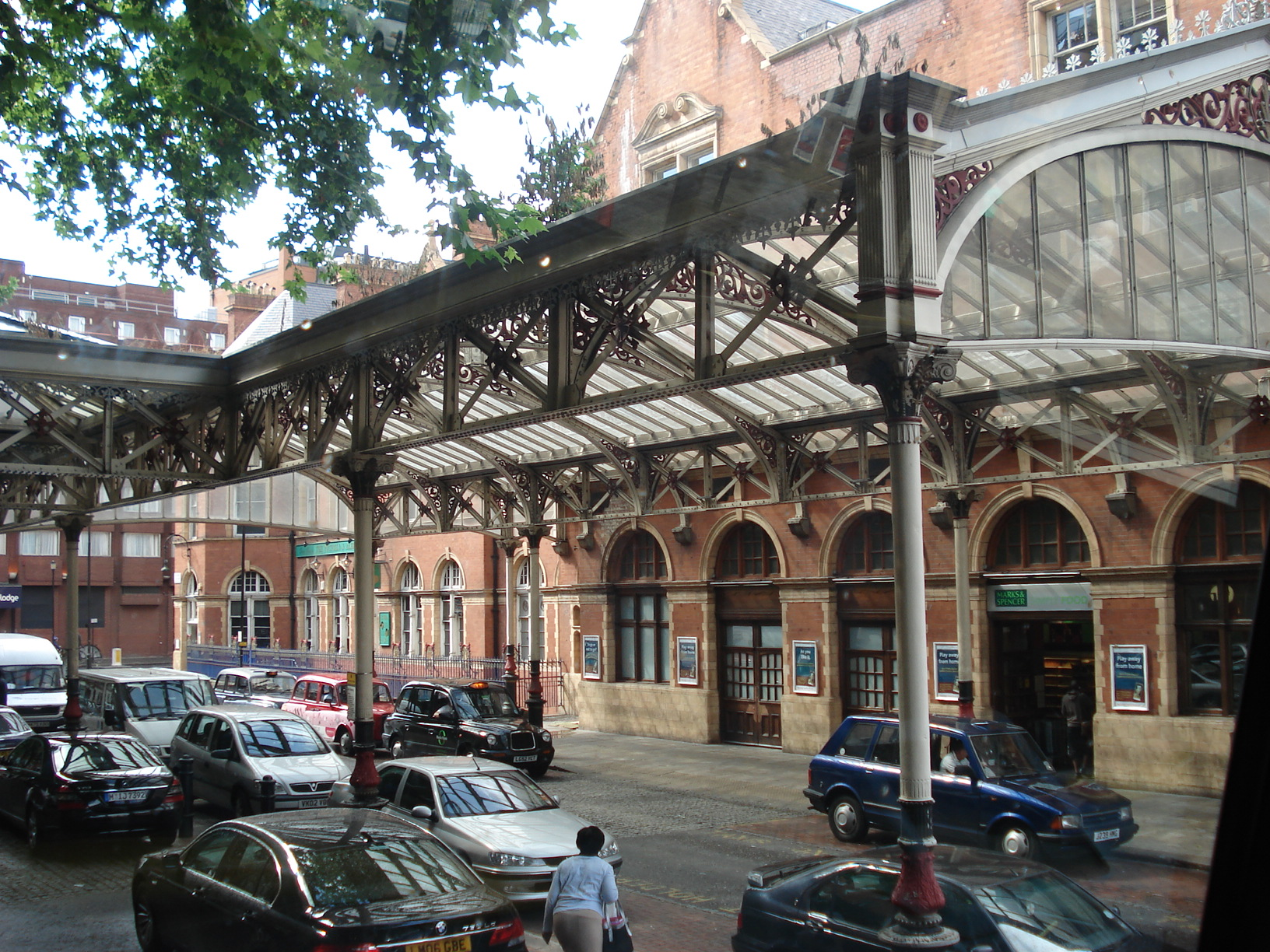
Verrière externe
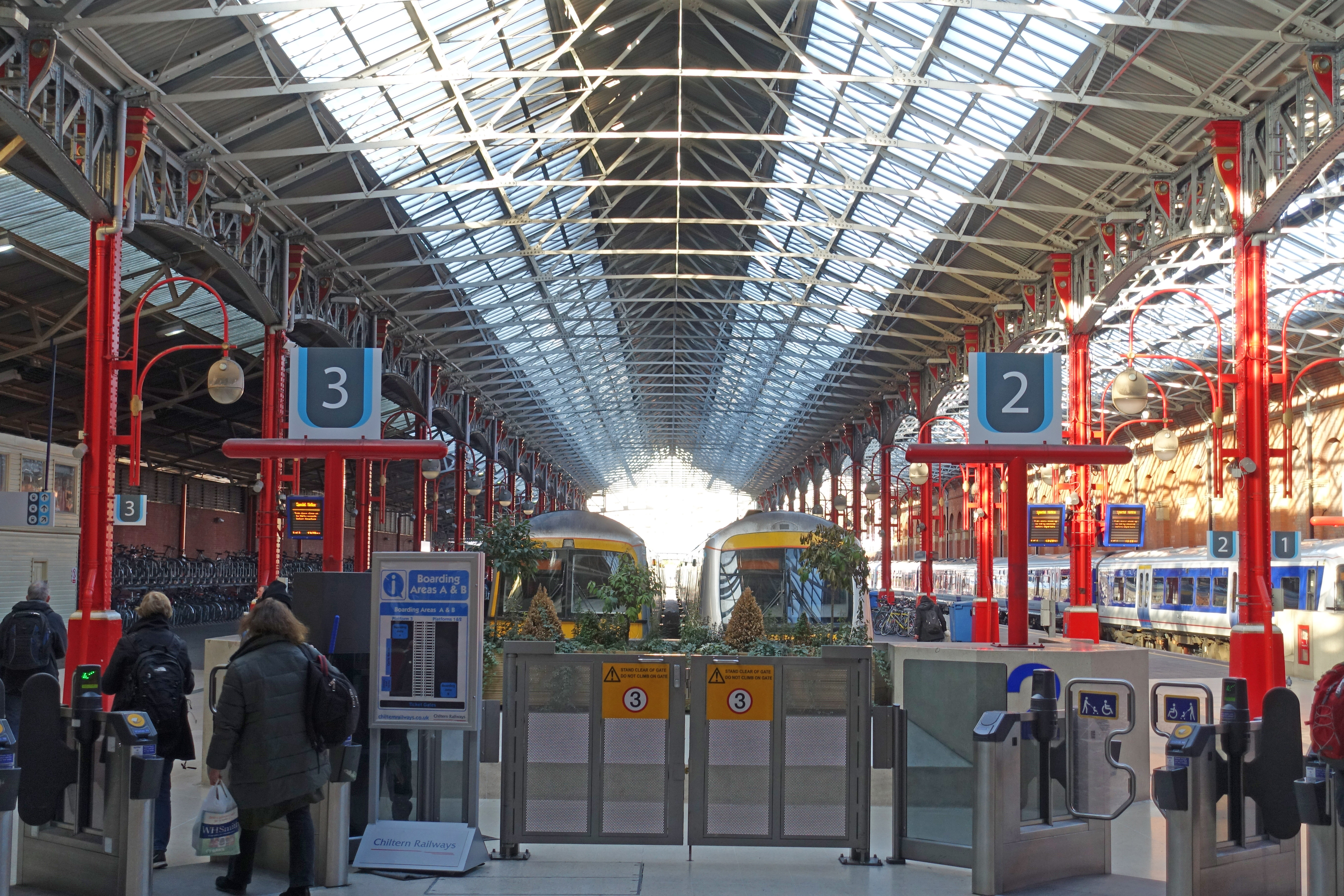
Quais et verrière

## Dans la culture
- La gare de Marylebone est une des quatre gares de l'édition britannique du jeu Monopoly.
- Dans la séquence initiale du film A Hard Day's Night les Beatles poursuivis par une meute de fans entrent en courant dans la gare.